# パワーゲート

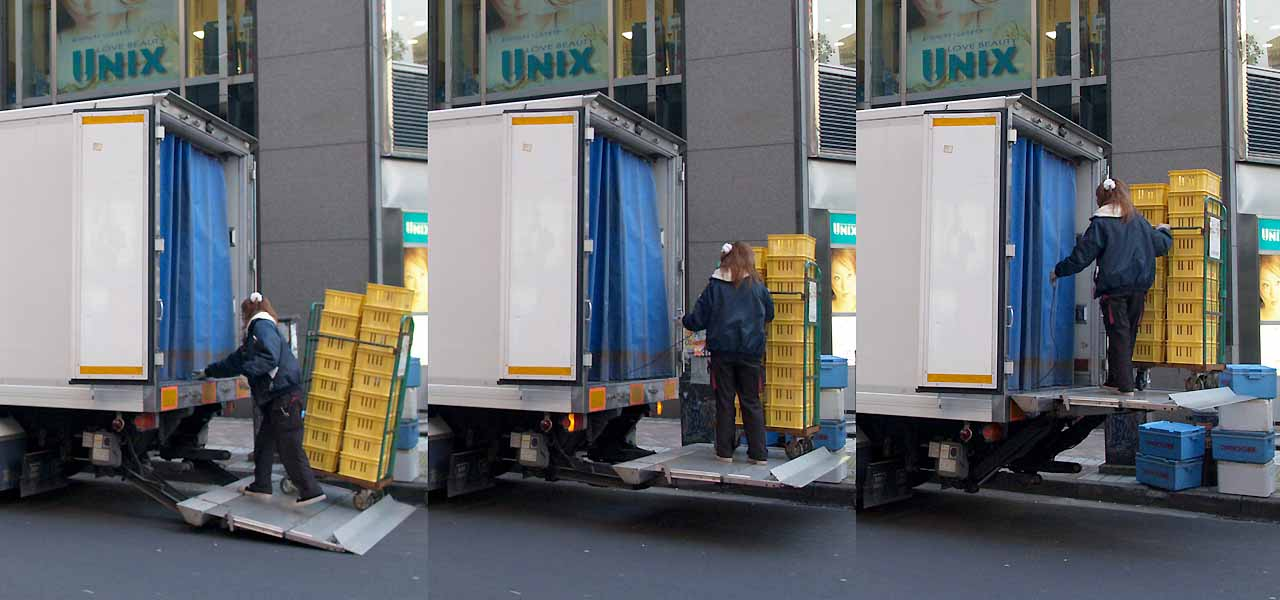
アーム式パワーゲートの昇降状態

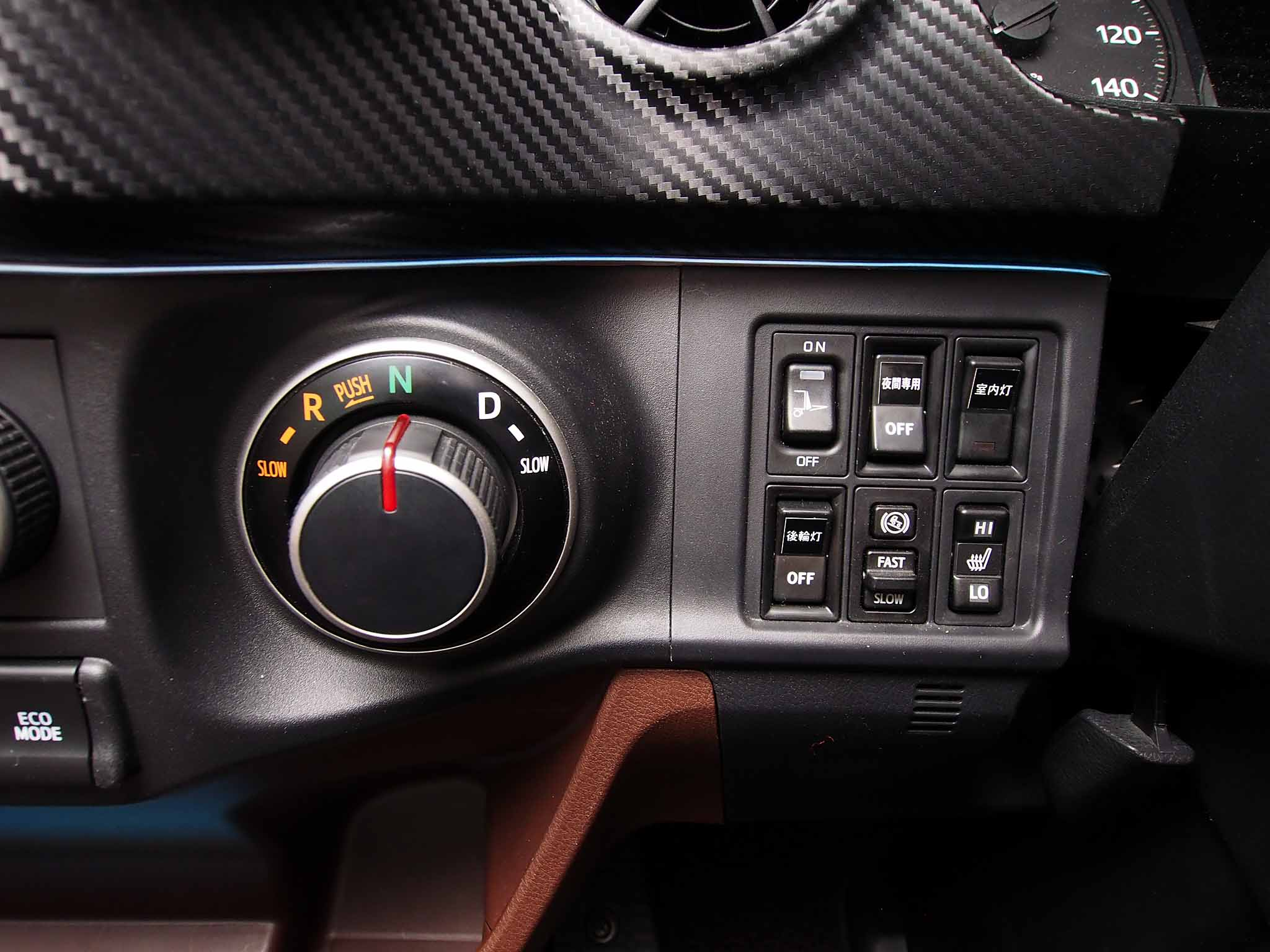
運転席に設けられたパワーゲートのメインスイッチ

パワーゲート (Power gate) は貨物自動車における荷役省力化装置のひとつで、車両後部に装着して使用するエレベーター（昇降機）の一種で、極東開発工業の商標である。一般にはテールゲート昇降装置、テールゲートリフター(Tail gate lifter)、米国ではリフトゲート(Lift gate)、英国ではテールリフト(Tail lift)とも呼ばれており、大型トラックから軽トラック、ピックアップトラックに至るまで幅広い車種に採用されている。日本では1964年に極東開発工業が商品化、極東開発と新明和工業との2社でOEMを含めて日本国内シェアの大半を占めている。

## 構造
パワーゲートは積み降ろしの際にゲートを展開して使う。動力は電動モーター、油圧、真空、チェーン、ワイヤーなどが用いられる。
垂直式
垂直式は車体側板に設けられた軌道に沿ってゲートが上下動を行う。荷台床面より高い位置にゲートを昇降できる設計も可能。
アーム式（カンチレバー式）
アーム式はゲートの軌跡が上下方向に弧を描く。上下動中にゲートの水平を維持する必要があるため垂直式に比べて構造は複雑になるが、ゲートを任意の角度で固定させてスロープにすることもできる。1970年にスウェーデンのゼプロ社（現・ヒアブ）によって商品化された。
タックアンダー式（タックアウェイ式）
アーム式を元に、ゲートの板を折りたたんで走行時はリアオーバーハングに収容できる。1957年に英国マクソンリフト社が開発した。
格納式ゲート
パワーゲートを使用しない時にゲートがトラックの後部に収納されるタイプのパワーゲート。収納時にはスペースを取らないため、狭い場所でも活躍する。
跳ね上げ式ゲート
トラックの後部から上に跳ね上がるタイプのパワーゲート。このタイプは、比較的大きな荷物や、複数の荷物を同時に積み下ろしする際に非常に便利。安定性と操作性に優れ、大きな荷物の扱いもスムーズに行える。
走行中やゲート非使用時は路面や荷台床面に対してゲートを垂直に固定して、荷台のあおり板とすることが多い。工事用作業車では垂直式が側面に設置されている場合がある。パワーゲートの弊害として、構造上ゲートを展開しなければ荷物を出し入れできない、プラットホームに着けられない、バンボディではドアを開けることができないなどが挙げられる。このため、タックアンダー式のようにゲートを収納できる機構を持つものが登場している。バンボディではゲートを扉そのものとしたり、扉の一部と見なして上の部分に扉を設けた設計が見られる。
ヨーロッパのパワーゲートには、転落防止のために、安全柵を装備したものがある。

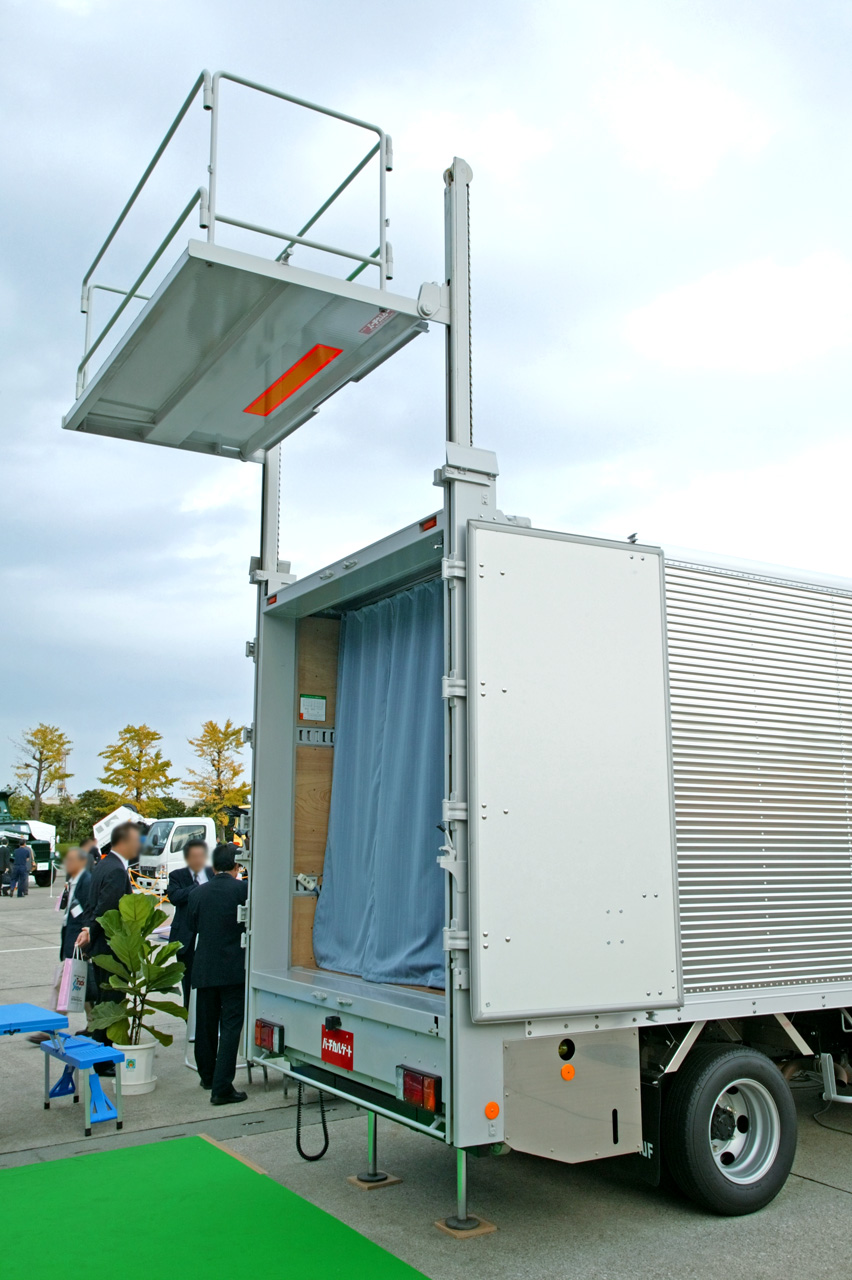
垂直式の例：ケーテー・バーチカルゲート （揚程4 m チェーン駆動）
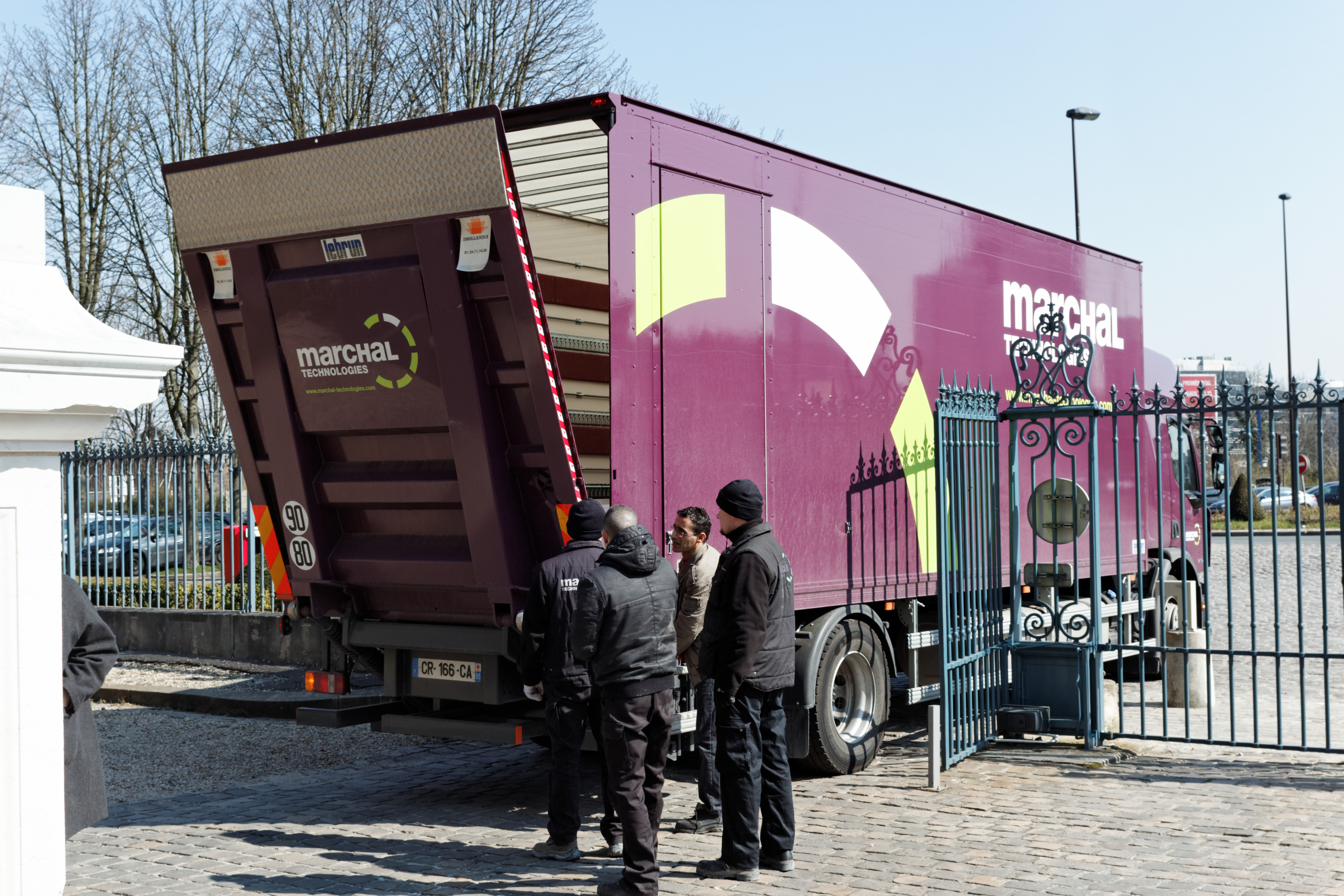
アーム式の例（メーカー不明） ゲートが荷台の後扉を兼ねている

## パワーゲート車が主に用いられる業種・運ぶ品目

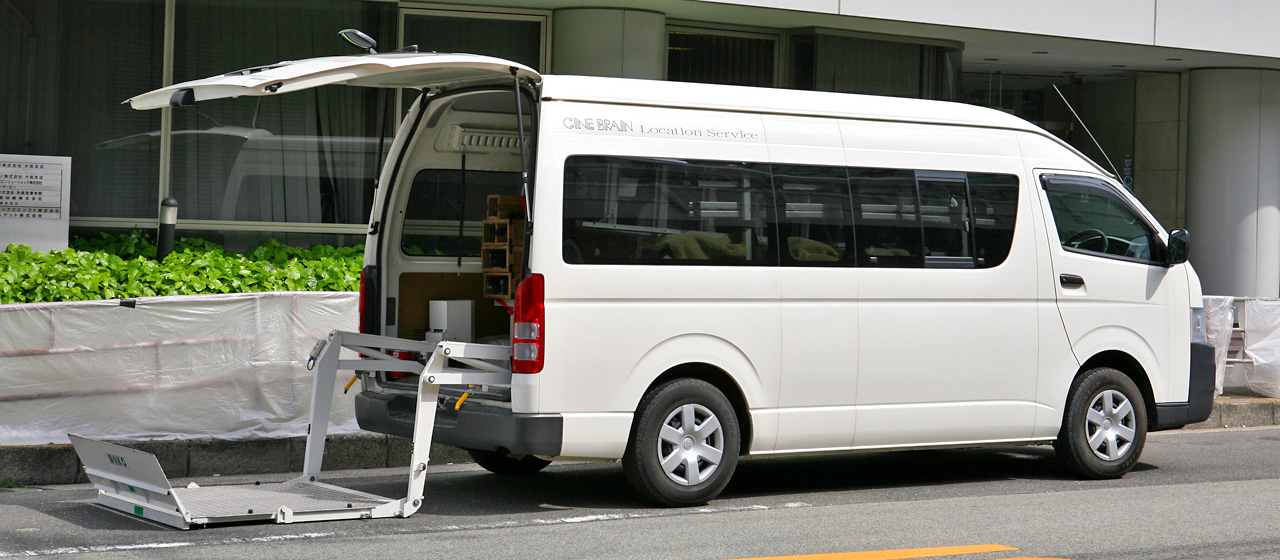
リフト付きバン
車椅子リフトを荷役に利用する例

主に配送車で見られる。積載時はトラックの荷台の高さに合わせたプラットホームやフォークリフト、クレーンなどがあっても、荷降ろしのときはこれらの設備がない（またはその逆パターンかいずれも存在しない、もしくはプラットホームがあっても段差が生じる）場合に、重い物や壊れやすい物を輸送する場合は積み降ろしに人手や時間がかかっていた。その際にパワーゲート車を採用することで、荷役作業員や運転手の負荷を軽減している。
ガスボンベ
危険物であるので慎重な荷扱いが求められる。液化石油ガス（LPガス）の配送でよく見られる。
チェーンストアの配送、宅配便や郵便物の拠点間の輸送
商品や荷物を納品先や集配・中継拠点ごとのかご台車（ロールパレット）にまとめることで、荷物の積み降ろしが容易になったほか、荷崩れに対する不安が減った。
大型電化製品・家具・什器、引越し業者
冷蔵庫や洗濯機、コピー機、タンス、ピアノ、自動販売機など、大型の重量物の扱いが容易になった。
自動二輪車、原動機付自転車、自転車、農業機械
スロープ板を渡しての荷扱いに比べて安全に行えるようになった。
工事用の機械
発電機やポンプ、標識など重量物が多いため必需品となってきている。道路標示の塗装作業を行う業者では車両の側面にゲートを装着することがある。
消防関係
大阪市消防局の自走放水車輌を搭載した新型ポンプ車等、人命に関わる場所や人の通れないような場所に赴く無線車輌を積んだ消防車輌等にこの装置を設けている。上述の車椅子リフト装備型救急車等もこの部類に属するものと言える。
建設現場
重い機材や資材の搬送をサポートし、作業効率が大幅にアップしている
物流現場
荷物の積み下ろし作業が効率よく進み、配送スケジュールを守りやすくなる。

## 主なメーカーと商品名
メーカーによって複数の名称があるが、「パワーゲート」は極東開発が、また「すいちょくゲート」は新明和工業がそれぞれ商標登録している。なお新明和工業の製品にも「パワーゲート」の商品名がある。
- 極東開発工業 - パワーゲート
- 新明和工業・新明和オートエンジニアリング - すいちょくゲート、かくのうゲート、マルチゲート、パワーゲート
- 日本フルハーフ - フルゲートリフター
- ケーテー自動車工業 - バーチカルゲート
- 日本リフト - リフトゲート、リフトマン、テナーリフト、アンローダー（NLKカーリフト）
- 北村製作所 - ペットリフト、フォルダリフト、引き出しリフト、フォルダリフト
- 日本トレクス - トレクスゲート
- ヒアブ（Hydrauliska Industri AB：フィンランド） - テールリフト
- AHT（Aluhebetechnik Gmbh：オーストリア） - テールリフト

## パワーゲートに起因する労働災害
労働安全衛生総合研究所によると、パワーゲートに起因する労働災害の類型別の比率は以下であった。
- 24.6% 作業者の転倒・転落・飛び降り
- 22.7% 荷の転倒・転落による下敷き等
- 20.7% 昇降板との間にはさまれ
- 17.7% 荷及び作業者の転倒・転落、下敷き等
- 14.5% その他

厚生労働省は、「パワーゲートに起因する労働災害のうち、全体の65%は、重篤な災害につながるおそれがある『作業者や荷が倒れたり、転落する』災害が占める」「全体の約20%を占める『昇降板と荷台との間に足などがはさまれる』災害にも注意が必要」として注意喚起を行っている。

## 法規制
2024年（令和6年）2月1日以降、事業者が労働者にテールゲートリフターを使用して荷を積み卸す作業を行わせる場合、労働安全衛生法に基づく特別教育の実施が必須となる。